# Zwerg-Schecken-Kaninchen
Das Zwerg-Schecken-Kaninchen, kurz Zwerg-Schecke ist eine kleine Rasse des Hauskaninchens. Diese wenig in Deutschland verbreitete Rasse ist dort erst im Jahr 2002 offiziell anerkannt worden.

## Aussehen
Exemplare dieser Rasse haben ein Gewicht von 1,2 bis 1,9 kg. Der Kopf ist gedrungen mit einer ca. 5,5 Zentimeter breiten Stirn, gemessen in Augenhöhe beim Rammler. Bei der Häsin ohne Wamme beträgt der Abstand ca. 5 Zentimeter. Das kurze Fell besitzt eine dichte Unterwolle. Das dunklere, meiste schwarze Fell um die Unterkieferpartie, die Nase, die Ohren, die Punkte auf den Backen und der Aalstrich sowie 5 bis 7 Schmetterlingszeichnung genannte Flecke auf der Körperseite stehen im Kontrast zur übrigen Fellfarbe des Körpers. Die Krallen der Tiere dieser Rasse sind weiß.

## Anerkannte Farben
Folgende Farben sind anerkannt: Schwarz-weiß, Dreifarbig, Havannafarbig-weiß mit braunen Augen, Blau-Weiß mit blaugrauen Augen.

## Fortpflanzung
Die Weibchen dieser Rasse bringen maximal 4 Junge pro Wurf zur Welt.

## Fehler
Als Fehler gelten kurze Ohren mit einer Länge von unter 6 Zentimetern oder lange Ohren mit einer Länge von mehr als 7 Zentimetern, nicht farblich abgesetzte Fellfärbung um den Unterkiefer, keine oder schwache Schmetterlingszeichnung an der Körperseite, keine oder schwache Augenringe, keine oder schwache Fellfärbung in Höhe des Unterkiefers, nicht vollständige Augenringe oder Aalstrich und weniger als 3 dunkle Punkte auf der Körperseite. Daneben entsprechen schwarze Tiere mit weißen Punkten, mit weißer Nase und Lippenpartie und nicht farblich abgesetzter Augenpartie nicht dem Rassestandard.